# Music for Hangovers
Music For Hangovers è il secondo album live della rock band Cheap Trick, pubblicato nel 1999 ma registrato nell'aprile/maggio del 1998.

## Tracce
1. Oh Claire – 1:36 – (R. Nielsen, T. Petersson, R. Zander, B. Carlos)
2. Surrender – 4:18 – (R. Nielsen)
3. Hot Love – 2:44 – (R. Nielsen)
4. I Can't Take It – 3:15 – (R. Zander)
5. I Want You To Want Me – 3:44 – (R. Nielsen)
6. Taxman, Mr. Thief – 6:26 – (R. Nielsen)
7. Mandocello – 5:01 – (R. Nielsen)
8. Oh Caroline – 3:28 – (R. Nielsen)
9. How Are You? – 4:16 – (R. Nielsen, T. Petersson)
10. If You Want My Love – 4:24 – (R. Nielsen)
11. Dream Police – 4:13 – (R. Nielsen)
12. So Good To See You – 3:35 – (R. Nielsen)
13. The Ballad of T.V. Violence – 5:41 – (R. Nielsen)
14. Gonna Raise Hell – 9:25 – (R. Nielsen)

## Formazione
- Robin Zander - voce
- Rick Nielsen - chitarre
- Bun E. Carlos - batteria
- Tom Petersson - basso